# Interface Beta Disk

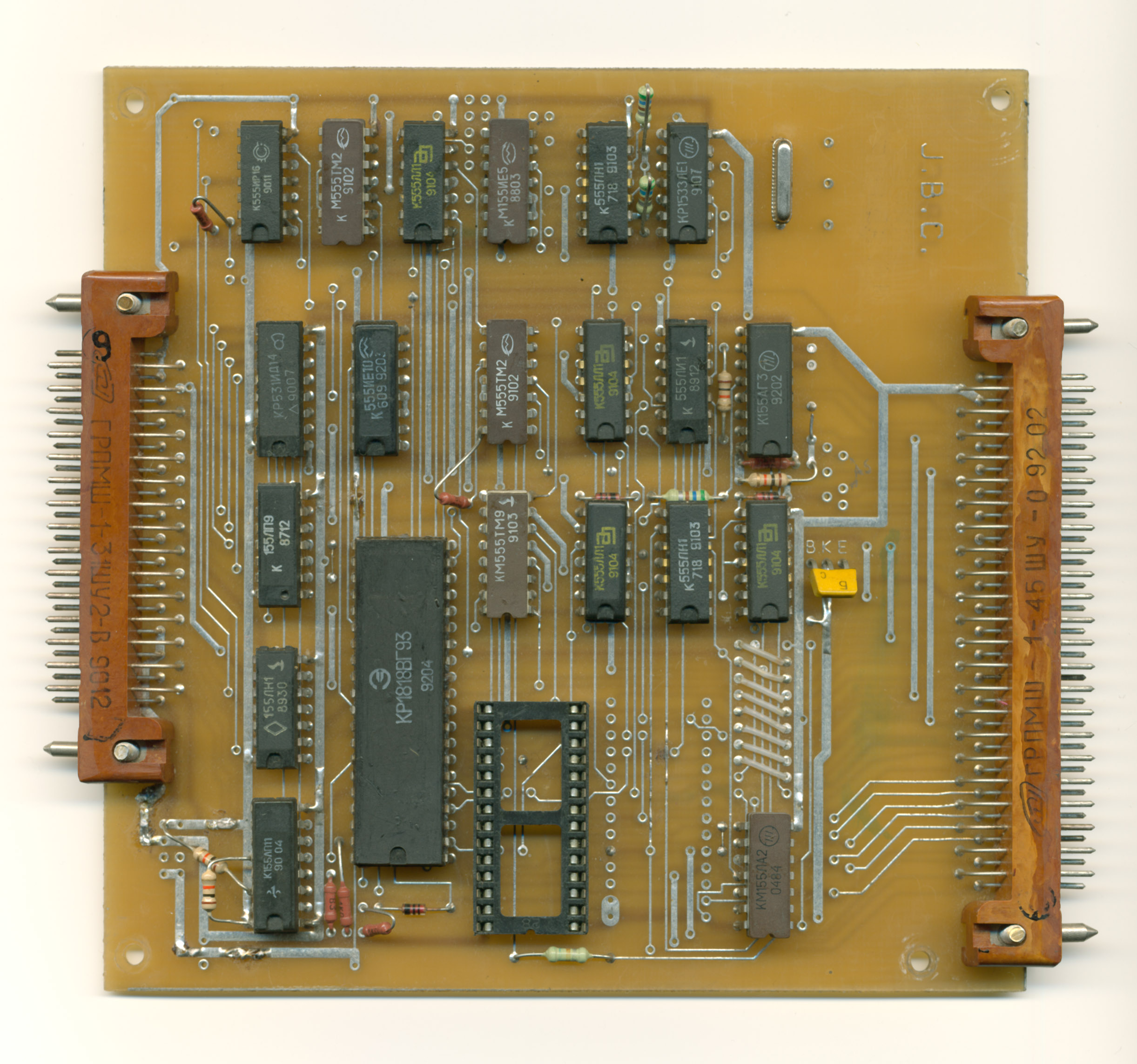
Circuito del inteface Beta Disk.

El interface Beta Disk es una interfaz para conectar unidades de disco al ZX Spectrum desarrollada en 1984 por la compañía británica Technology Research, y lanzada al mercado en 1985 apareciendo modelos tanto para el ZX Spectrum de 48Kb como, en 1987, para el modelo de 128Kb, la Beta 128 Disk Interface.
Usa disqueteras de 5'25, de 3'5 y de 3 pulgadas. El modelo original trae un interruptor para general interrupciones NMI y salvar a disco. Incorpora un sistema operativo de disco firmware en una EPROM, el TR-DOS. La mayor parte de los compatible rusos del ZX Spectrum (Pentagon, Scorpion, ATM, etc.) lo incluyen de serie.
Existen versiones del sistema operativo CP/M para esta interfaz. Posteriormente se han desarrollado también otros como el iS-DOS.

## Clones
la interfaz fue popular por la simplicidad y la interfaz de 128 fue clonada en todos los países de la URSS . Los primeros clones  fueron los producidos por NPVO "Вариант" ( NPVO "Variant", Leningrado ) en 1989. 
Los esquemas de colores de 128 están incluidos en varios clones ZX Spectrum soviéticos, pero algunos modelos solo soportan dos unidades. La corrección de fase de la señal de datos de accionamiento también se implementa de forma diferente.  

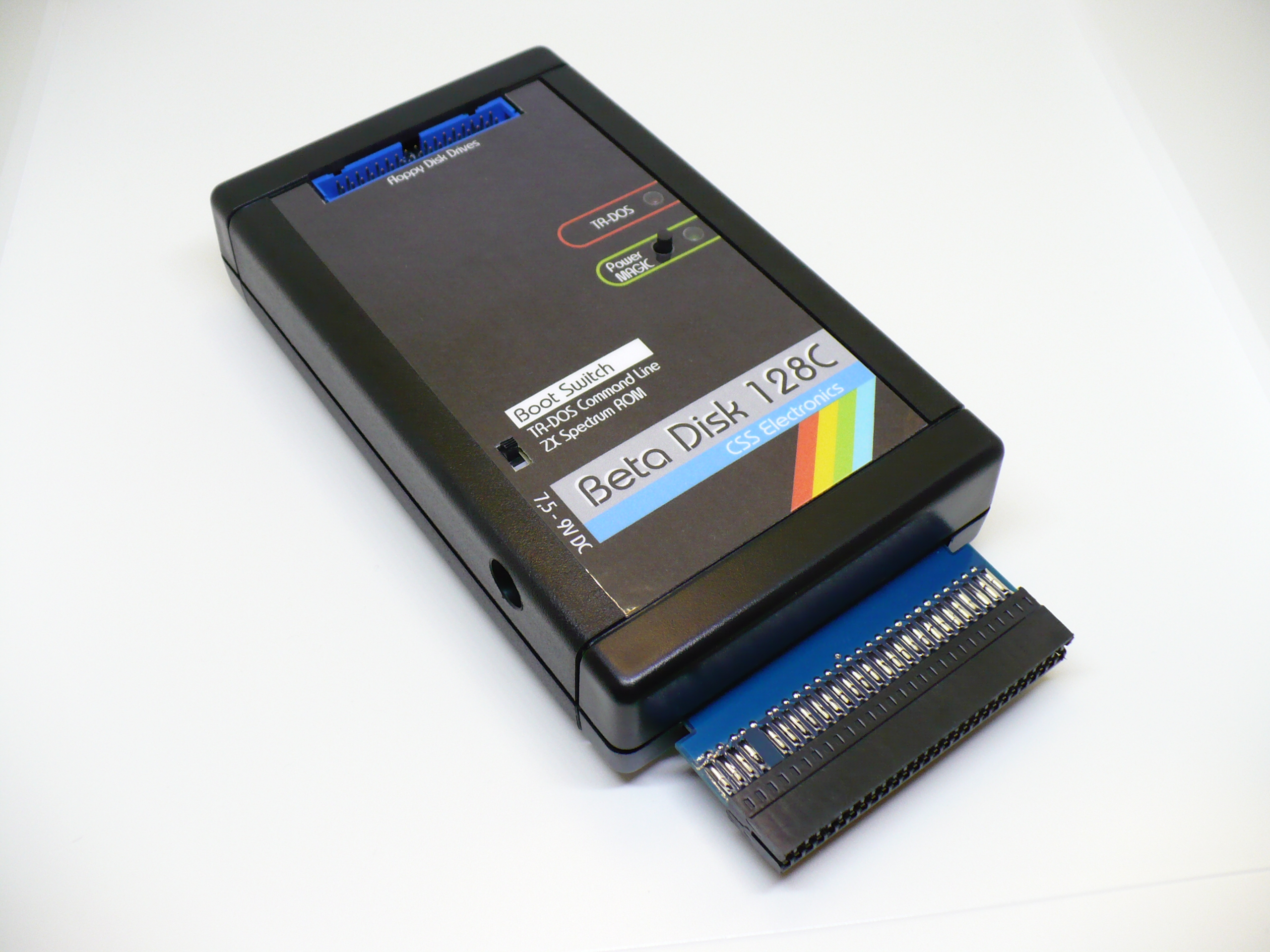
Clon checo de Beta Disk 128C

Entre 2018 y 2021, se produjeron clones de Beta Disk en la República Checa, con nombres como Beta Disk 128C, 128X y 128 mini.